# Victor LaValle

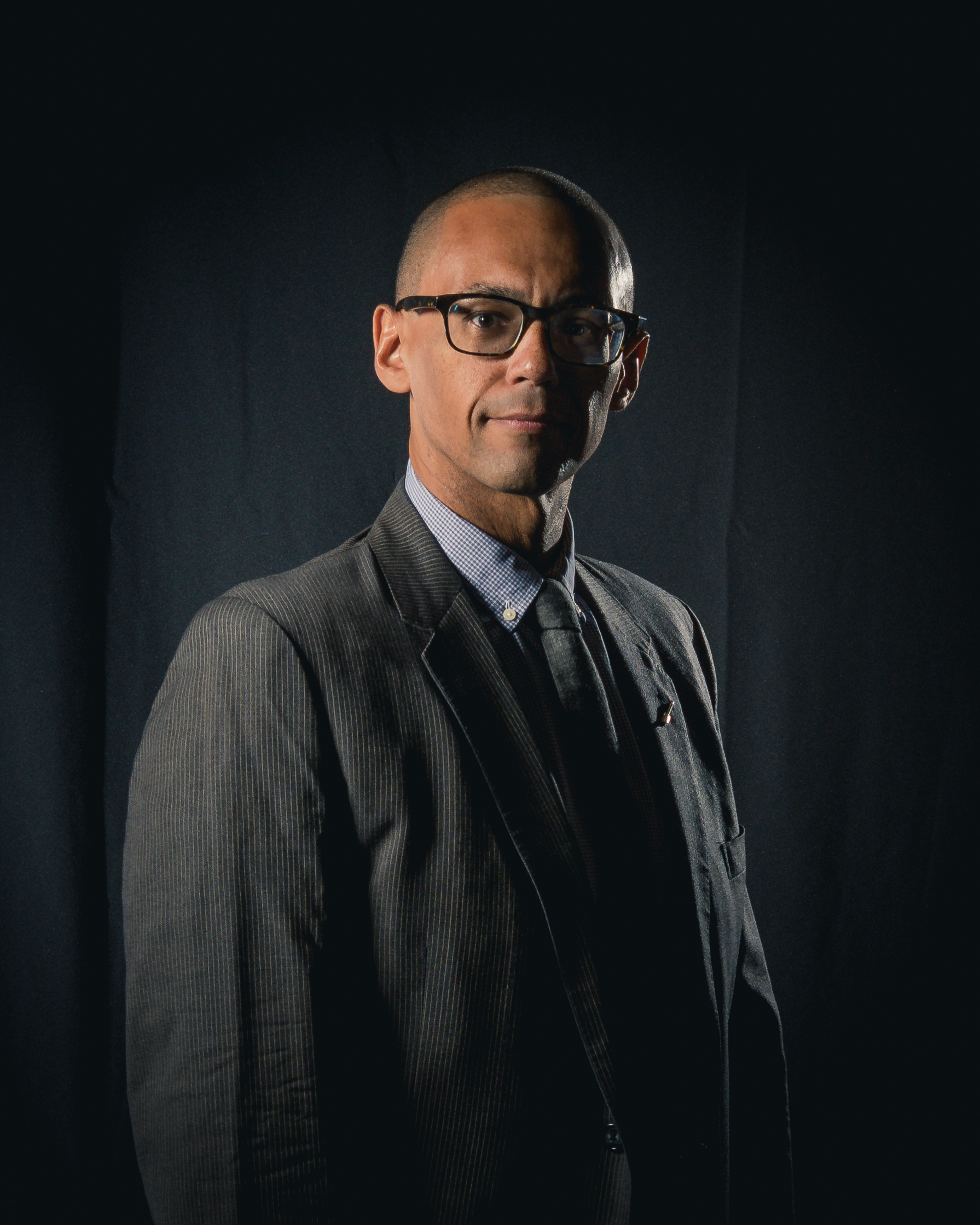
Victor LaValle (2017)

Victor LaValle (geboren 3. Februar 1972) ist ein amerikanischer Autor von Romanen und Kurzgeschichten.
Er wurde zweifach mit dem Shirley Jackson Award ausgezeichnet. 2018 gewann er den World Fantasy Award (Bester Roman) und den British Fantasy Award (Bester Horrorroman) für The Changeling.

## Leben
Nach eigenen Angaben ist er aufgewachsen in Queens und lebt in Washington Heights (New York City). Er ist ein Associate Professor an der Columbia University. LaValle ist verheiratet mit Emily Raboteau und hat mit ihr zwei Kinder.

## Werke

### Kurzgeschichtensammlung
- Slapboxing with Jesus: Stories. Vintage, 1999, ISBN 978-0-375-70590-8.

### Romane
- Monster. C.H.Beck, 2004, ISBN 978-3-406-51707-5. Originaltitel: The Ecstatic. Crown, 2002, ISBN 978-0-609-61014-5.
- Big Machine. Spiegel & Grau, 2009, ISBN 978-0-385-52798-9.
- The Devil in Silver. Spiegel & Grau, 2012, ISBN 978-1-4000-6986-6.
- Lucretia and the Kroons. (E-Book) 2012, ISBN 978-0-8129-8437-8.
- The Ballad of Black Tom. Tor, 2016, ISBN 978-0-7653-8786-8.
  - Die Ballade von Black Tom.  Buchheim Verlag, Grimma 2024, ISBN 978-3-946330-41-7.
- The Changeling. Spiegel & Grau, 2017, ISBN 978-0-8129-9594-7.

### Kurzgeschichten
- I Left My Heart in Skaftafell (2004)
- The Angel of Loneliness (2008)
- Killcrop (2013)
- Lone Women (2014)
- Spectral Evidence (2017)
- Daddy (2018)
- Ark of Light (2018)
- Up from Slavery (2019)

### Essay
- ‘Long Distance’. Granta (110: Sex). Spring 2010.

### Comic
- Destroyer. BOOM! Studios, 2018, ISBN 978-1-68415-055-7.